# Howeytat
Gli Ḥuwayṭāt o Ḥoweyṭāt sono una tribù araba gravitante nelle regioni steppose site fra il nord dell'Arabia Saudita, la Giordania, la Palestina e l'Egitto.
Sono noti per aver preso parte, sotto la guida del loro capo ʿAwda Abū Tāyy, alle vicende belliche legate alla rivolta araba condotta contro gli ottomani dall'emiro Fayṣal e da Lawrence d'Arabia, nel corso della prima guerra mondiale.